# Yamagata
Yamagata (japanska: 山形市?, Yamagata-shi) är residensstad i prefekturen Yamagata i regionen Tohoku på nordvästra Honshu i Japan. Staden har cirka 250 000 invånare. Yamagata fick stadsrättigheter den 1 april 1889 och har sedan 2001
status som speciell stad (japanska: 特例市?, Tokureishi) enligt lagen om lokalt självstyre.
Landskapet runt Yamagata är en mycket bergig terräng med mindre berg och kullar. I området finns odlingar och även en pagod med fem våningar.

## Kommunikationer
Yamagata Shinkansen mellan Shinjō och Fukushima som trafikerar Yamagata station öppnades 1992. Det är den första tidigare smalspåriga järnväg som breddats till normalspår för att kunna kopplas ihop med shinkansennätet och kallas ofta mini-Shinkansen. Tågen fortsätter vidare från Fukushima mot Tokyo som riktiga höghastighetståg på Tohoku Shinkansen. Restiden till Tokyo station är 2 1/2 - 3 timmar beroende på avgång.

## Sport
Montedio Yamagata spelar i J. League i fotboll.
I sydöstra delen av kommunen ligger vintersportorten Zaō Onsen som är den största vintersportorten i Tohoku-området med bland annat backhoppningsbacken Kuraray Zaō.